# Chonetes
Chonetes Fischer de Waldheim 1830 è un genere estinto di Brachiopodi appartenente alla famiglia Chonetidae.
Le diverse specie di Chonetes sono fossili guida dei depositi marini del Devoniano (periodo che ebbe inizio 408 milioni di anni fa e durò 48 milioni di anni). Esse presentano una conchiglia piccola e semicircolare con due valve piane o leggermente concavo-convesse; la valva brachiale (dorsale) ha un processo cardinale di forma tipicamente quadrilobata. Lungo tutto il margine posteriore di entrambe le valve sono evidenti alcune corte spine ad angolo obliquo.
La distribuzione areale di questo genere è molto ampia e ciò consente di operare delle correlazioni biostratigrafiche a scala mondiale.